# Ілона Чакова
Ілона Чакова (чеськ. Ilona Csáková, народилася 1 жовтня 1970 року в Хебі) — чеська поп-співачка, яка випустила 10 сольних альбомів і стала найбільш продаваною співачкою Чехії у 1998 році. Суддя у музичному шоу Česko hledá SuperStar.

## Життєпис
Ілона Чакова народилася 1970 році в Хебе (Чехословаччина). Батько — угорець, мати — румунка. У дитинстві співала в музичному ансамблі «Метелики», вчилася грати на гітарі і була барабанщицею в шкільному оркестрі міста Огржи-над-Охржи.
Дебютувала на сцені в 1985 році у складі дівочого гурту «Алотріо». Наприкінці 1980-х років здала іспити за середню школу і увійшла до складу гурту «Laura A Její Tygři» (чеськ. Лаура та її тигри), який гастролював містами Болгарії, Франції та Німеччини. З гурту пішла в 1992 році через творчу кризу. Пізніше була в проекті Мартіна Кучая «Rituál», випустивши сингл і ряд відеокліпів, а також співпрацювала з Луцією Білоїй.
У 1993 році вийшов сольний альбом Ілони «Kosmopolis» на лейблі Sony Music, в тому ж році вона завоювала премію «Anděl» в номінації «Новачок року». Грала роль Шейли в мюзиклі «Волосся», в 1995 році випустила другий студійний альбом «Amsterdam» на лейблі EMI. У 1996 році вийшов третій альбом «Pink», в тому ж році Ілона виступила на розігріві у Празі у Тіни Тернер.
Три роки поспіль вигравала премію найкращої співачки Чехії, в 1998 році записала альбом «Modrý Sen» з кавер-версіями західних пісень (включаючи «La Isla Bonita», «I Say a Little Prayer» і «Je t'aime… moi non plus»). Наступні альбоми «Blízká I Vzdálená» (1999) і «Tyrkys» (2000), були менш успішними. У 1999 році вийшла автобіографія «Мій особистий Рим» (чеськ. Můj soukromý Řím).
У 2002 році Ілона Чакова зіграла головну роль в мюзиклі «Клеопатра» у Празькому Бродвеї і випустила танцювальний альбом «Kruhy mé touhy». Деякий час знову виступала у складі гурту «Laura A Její Tygři» на гастролях, в 2005 році записала кавер-версії на серію джазових пісень: «Summertime», «Now Or Never», «Kansas City» і «Black Coffee».
У 2006 році стала суддею у третьому сезоні чеського шоу «Česko hledá SuperStar», також відзначилася виступами в мюзиклах «Пан Ян Гус» (2005) і «Голем» (2006). У 2008 році після шестирічної перерви випустила студійний альбом «Ilona Csaková».
Живе в Брно. Чоловік — Радек Вонеш, син Даніель (народився 22 вересня 2009 року).

## Дискографія

### Гурт «Laura a její tygři»
- Žár trvá (1988)
- Nebudeme (1990)
- Síla v nás (1992)
- The best of Laura a její tygři (1994)
- Vyškrábu ti oči (2004)
- …Jsme tady!  (Best of) (2005)

### Гурт «Rituál»
- Rituál (1992) (EP)

### Сольні альбоми
- Kosmopolis (Космополіс) (1993)
- Amsterdam (1995)
- Pink (1996)
- Modrý sen (Синій сон) (1998)
- Blízká i vzdálená (Близько і далеко) (1999)
- Tyrkys (Бірюза) (2000)
- Kruhy mé touhy (Кола мого бажання) (2002)
- 22x — Best of (2004)
- Ilona Csáková (2008)
- Noc kouzelná / to nejlepší — Best Of (Чарівна ніч / Найкраще) (2013)

### DVD
- 22x — Best of (2004)
- Karel Svoboda 65 (2004)
- Na Kloboučku — Best Sessions Part 2 (2007)

## Мюзикли
- Волосся (1997) — Шейла Франклін
- Клеопатра (2002) — Клеопатра
- Пан Ян Гус (2005) — королева Софія
- Голем (2006) — поміщиця Розіна
- Три мушкетери (2008) — королева Анна